# Denticrytea angolincola
Denticrytea angolincola är en stekelart som beskrevs av Heinrich 1968. Denticrytea angolincola ingår i släktet Denticrytea och familjen brokparasitsteklar. Inga underarter finns listade i Catalogue of Life.